# Saint-Quentin (Nuevo Brunswick)
Saint-Quentin es una parroquia canadiense situada en la provincia de Nuevo Brunswick.

## Superficie
Saint-Quentin tiene una superficie de 2474,01 km².

## Demografía
En 2021, tenía 1504 habitantes, una densidad poblacional de 0,6 hab./km², y 688 viviendas.